# 诺尔特鲁普
诺尔特鲁普是德国下萨克森州的一个市镇。总面积27.08平方公里，总人口2942人，其中男性1478人，女性1464人（2011年12月31日），人口密度109人/平方公里。